# Funktionenring
Ein Funktionenring ist in der Mathematik (genauer der Ringtheorie) ein spezieller Ring von Funktionen. Diese spielen eine große Rolle in der abstrakten Algebra, Topologie, sowie zahlreichen Anwendungen der Mathematik in Naturwissenschaften.

## Definition
Sei {\displaystyle R} ein Ring, {\displaystyle M} eine nichtleere Menge und
{\displaystyle \mathbb {F} (M,R):=\{f\colon M\to R\}}
die Menge aller auf {\displaystyle M} definierten Funktionen mit Werten in {\displaystyle R}.
Dann sind durch
{\displaystyle (f+g)(x):=f(x)+g(x)}
{\displaystyle (f\cdot g)(x):=f(x)\cdot g(x)}
Verknüpfungen erklärt, mit denen {\displaystyle \mathbb {F} (M,R)} zu einem Ring wird, dem sogenannten Ring der Funktionen.

## Wichtige Eigenschaften
- Der Ring {\displaystyle \mathbb {F} (M,R)} "ererbt" gewisse Eigenschaften von {\displaystyle R}, wie etwa die Kommutativität und das Einselement. Andere Eigenschaften, wie beispielsweise Nullteilerfreiheit, werden nicht "vererbt".
- Die Menge der konstanten Funktionen bildet einen zu {\displaystyle R} isomorphen Unterring von {\displaystyle F}. Damit kann {\displaystyle R} als Teilring von {\displaystyle F} betrachtet werden.

## Beispiele
- Wählt man als {\displaystyle R} die Menge der reellen Zahlen {\displaystyle \mathbb {R} } mit den üblichen Addition und Multiplikation und als {\displaystyle M} eine offene Teilmenge von {\displaystyle \mathbb {R} ^{n}}, so kann man von stetigen beziehungsweise differenzierbaren Funktionen sprechen. In diesem Falle sind die Mengen {\displaystyle C(M)=\{f\colon M\to R\mid f{\text{ ist stetig}}\}} und {\displaystyle D(M)=\{f\colon M\to R\mid f{\text{ ist differenzierbar}}\}} Unterringe von {\displaystyle \mathbb {F} (M,R)}. Dabei ist {\displaystyle D(M)} ein Unterring von {\displaystyle C(M)}.

## Auswertungshomomorphismus
Für ein festes {\displaystyle a\in M} ist die Abbildung
{\displaystyle \phi \colon \mathbb {F} (M,R)\to R}
{\displaystyle f\mapsto f(a)}
ein Ringhomomorphismus. Man bezeichnet ihn als Auswertungshomomorphismus oder auch einfach als die Auswertung an der Stelle {\displaystyle a\in M}.